# Kurt Russ
Kurt Russ (ur. 23 listopada 1964 w Langenwang) – piłkarz austriacki grający na pozycji obrońcy.

## Kariera klubowa
Karierę piłkarską Russ rozpoczął w amatorskim FC Langenwang. W 1986 roku przeszedł do Kapfenberger SV i zadebiutował w jego barwach w austriackiej 2. Bundeslidze, a od rundy wiosennej sezonu 1987/1988 był podstawowym zawodnikiem First Vienna FC. Zawodnikiem tego wiedeńskiego klubu był do 1990 roku.
Latem 1990 Russ przeszedł do FC Swarovskiego Tirolu z Innsbrucka, ówczesnego mistrza Austrii. W 1991 roku wywalczył z nim wicemistrzostwo kraju. W 1992 roku klub został rozwiązany i przemianowany na FC Tirol Innsbruck. W nim Russ grał do lata 1994. Wtedy też odszedł do LASK-u Linz. Na koniec sezonu 1997/1998 zakończył karierę piłkarską.
| Sezon   | Klub               | Kraj    | Rozgrywki     | Mecze | Bramki |
| ------- | ------------------ | ------- | ------------- | ----- | ------ |
| 1986/87 | Kapfenberger SV    | Austria | 2. Bundesliga | ?     | ?      |
| 1987/88 | Kapfenberger SV    | Austria | 2. Bundesliga | ?     | ?      |
| 1987/88 | First Vienna FC    | Austria | Bundesliga    | 13    | 3      |
| 1988/89 | First Vienna FC    | Austria | Bundesliga    | 35    | 6      |
| 1989/90 | First Vienna FC    | Austria | Bundesliga    | 34    | 3      |
| 1990/91 | FC Swarovski Tirol | Austria | Bundesliga    | 32    | 1      |
| 1991/92 | FC Swarovski Tirol | Austria | Bundesliga    | 32    | 0      |
| 1992/93 | FC Tirol Innsbruck | Austria | Bundesliga    | 16    | 0      |
| 1993/94 | FC Tirol Innsbruck | Austria | Bundesliga    | 8     | 0      |
| 1994/95 | LASK Linz          | Austria | Bundesliga    | 32    | 4      |
| 1995/96 | LASK Linz          | Austria | Bundesliga    | 31    | 1      |
| 1996/97 | LASK Linz          | Austria | Bundesliga    | 21    | 0      |
| 1997/98 | LASK Linz          | Austria | Bundesliga    | 8     | 0      |

## Kariera reprezentacyjna
W reprezentacji Austrii Russ zadebiutował 27 kwietnia 1988 roku w wygranym 1:0 towarzyskim spotkaniu z Danią. W 1990 roku został powołany do kadry na Mistrzostwa Świata we Włoszech. Tam był podstawowym zawodnikiem i wystąpił w 2 spotkaniach grupowych: z Włochami (0:1) i Czechosłowacją (0:1). Od 1988 do 1991 roku rozegrał w kadrze narodowej 28 spotkań.